# O Quatrilho
Pour plus de détails, voir Fiche technique et Distribution.
O Quatrilho est un film brésilien réalisé par Fábio Barreto, sorti en 1995. Le film fut nommé à l'Oscar du meilleur film en langue étrangère.

## Fiche technique
- Titre : O Quatrilho
- Réalisation : Fábio Barreto
- Scénario : Antônio Calmon et Leopoldo Serran d'après le roman de José Clemente Pozenato
- Production : Lucy Barreto, Luiz Carlos Barreto et Adair Roberto Carneiro
- Musique : Jaques Morelenbaum et Caetano Veloso
- Photo : Félix Monti
- Pays d'origine : Brésil
- Genre : drame
- Durée : 92 minutes
- Date de sortie :  1995

## Distribution
- Glória Pires : Pierina
- Fábio Barreto : Gaudério
- Julia Barreto : Dosolina
- Mariana Pellegrino Barreto : Bambina
- Elaine Braghirolli : Tia Gema
- Bruno Campos : Massimo